# タベルソニン-16-ヒドロキシラーゼ
タベルソニン-16-ヒドロキシラーゼ（tabersonine 16-hydroxylase）は、インドールアルカロイド生合成酵素の一つで、次の化学反応を触媒する酸化還元酵素である。
タベルソニン + NADPH + H+ + O2 {\displaystyle \rightleftharpoons } 16-ヒドロキシタベルソニン + NADP+ + H2O
この酵素の基質はタベルソニン、NADPH、H+とO2で、生成物は16-ヒドロキシタベルソニン、NADP+とH2Oである。
組織名はtabersonine,NADPH:oxygen oxidoreductase (16-hydroxylating)で、別名にtabersonine-11-hydroxylase、T11Hがある。